# Мойсей (операция)
Вижте пояснителната страница за други значения на Мойсей.
Операцията Мойсей, наречена на библейската фигура Мойсей, е тайно преселване на около 8000 етиопски евреи в Израел (т.нар.„Бета израел“ или „фалаши“), спасени от бежанските лагери в Судан.
По време на бедствията от глада в Етиопия през 1984-1985 г. хиляди евреи бягат от Етиопия в бежанските лагери в Судан. Операцията за тяхното спасение е проведена от 21 ноември 1984 г. до 5 януари 1985 г. под ръководството на Израелските отбранителни сили и ЦРУ. По въздушен път, със самолети на израелската авиокомпания EL AL в Израел са транспортирани тайно около 8000 „етиопски евреи“. След изнасяне на историята в медиите, под натиск на Арабските държави операцията е прекратена, за да бъде последвана още същата 1985 година от Операцията Джошуа. Имиграцията на фалашите завършва през 1991 г. с Операцията Соломон.
Въпреки стриктните проверки при пристигане в Израел, според някои изследователи не всички от фалашите са юдеи. Някои от тези хора просто са подтикнати от глада и мизерията в суданските бежански лагери да се обявят за юдеи за да бъдат спасени в Израел.
По-късно голяма част от „фалашите“, или както те самите се наричат „Бета израел“ са заселени в еврейски селища в окупираната от Израел Ивица Газа. Въпреки създадените правителствени програми, интеграцията на голяма част от възрастното население на фалашите се оказва невъзможна.